# Philodromus pratariae
Philodromus pratariae este o specie de păianjeni din genul Philodromus, familia Philodromidae. A fost descrisă pentru prima dată de Scheffer, 1904. Conform Catalogue of Life specia Philodromus pratariae nu are subspecii cunoscute.